# Romário Baró
Pour les articles homonymes, voir Baró.
Romário Baró né le 25 janvier 2000 à Bissau en Guinée-Bissau, est un footballeur portugais qui évolue au poste de milieu de terrain au FC Porto.

## Biographie

### En club
Né à Bissau en Guinée-Bissau, Romário Baró est notamment formé par le Sporting Portugal dans les équipes de jeunes, il poursuit ensuite sa formation au FC Porto, qu'il rejoint en 2014. C'est le 7 août 2019, lors d'un match de Ligue des champions face au FK Krasnodar, qu'il fait sa première apparition avec l'équipe professionnelle. Il est titulaire au poste de milieu droit ce jour-là, en étant remplacé à la 55e minute de jeu par Luis Díaz. Son équipe s'impose sur la plus petite des marges lors de cette partie (0-1). 
Baro joue son premier match de Liga NOS dix jours plus tard, face au Vitória Setúbal. De nouveau titularisé lors de ce match, au poste de milieu récupérateur cette fois, il cède sa place à la 67e minute, remplacé par Shoya Nakajima. Porto s'impose par quatre buts à zéro ce jour-là.
Le 31 août 2021, Romário Baró rejoint le GD Estoril Praia où il est prêté par Porto pour une saison. Il joue son premier match pour ce club le 19 septembre 2020 face au Sporting CP. Il entre en jeu et son équipe s'incline (0-1 score final).
Le 23 août 2022, Romário Baró est de nouveau prêté, cette fois au Casa Pia AC, pour la durée d'une saison.
Il joue son premier match pour le club le 4 septembre 2022, face au FC Arouca en championnat. Il entre en jeu et les deux équipes se neutralisent (0-0 score final).
En juin 2025, il quitte le FC Bâle (où il a effectué un prêt d'une saison), où il remporte la Super League 2025 ainsi que la Coupe de Suisse 2025, et retrouve le FC Porto.

### En sélection
Possédant la double nationalité portugaise et bissaoguinéenne, Romario Baro a le choix pour représenter l'un de ces deux pays. Il opte pour le Portugal. 
Avec les moins de 16 ans portugais, il inscrit trois buts, contre la Belgique, l'Allemagne et la Norvège.
Avec les moins de 17 ans, il participe aux éliminatoires du championnat d'Europe de la catégorie en 2016 puis en 2017. A cet effet, il délivre une passe décisive contre l'équipe de Malte en septembre 2016, puis une autre passe décisive contre l'équipe de Pologne en mars 2017. Il participe également au Tournoi de l'Algarve en février 2017.
Avec les moins de 19 ans, il officie à plusieurs reprises comme capitaine. Il inscrit un but contre l'équipe d'Écosse en mars 2019, lors des éliminatoires du championnat d'Europe des moins de 19 ans 2019. 
Romario fête sa première sélection avec l'équipe du Portugal espoirs le 10 septembre 2019, lors d'un match face à la Biélorussie rentrant dans le cadre des éliminatoires de l'Euro espoirs 2021. Il entre en jeu en cours de partie ce jour-là, et se met en évidence en délivrant une passe décisive en faveur de son coéquipier Dany Mota, permettant à son équipe de s'imposer par deux buts à zéro.

## Statistiques
| Saison                | Club                    | Championnat           | Championnat | Championnat | Championnat | Coupe nationale | Coupe nationale | Coupe nationale | Coupe de la Ligue | Coupe de la Ligue | Coupe de la Ligue | Supercoupe | Supercoupe | Supercoupe | Compétition(s) continentale(s) | Compétition(s) continentale(s) | Compétition(s) continentale(s) | Compétition(s) continentale(s) | Total | Total | Total |
| Saison                | Club                    | Division              | M.          | B.          | P.d.        | M.              | B.              | P.d.            | M.                | B.                | P.d.              | M.         | B.         | P.d.       | Comp.                          | M.                             | B.                             | P.d.                           | M.    | B.    | P.d.  |
| 2019-2020             | FC Porto                | Primeira Liga         | 9           | 0           | 1           | 4               | 0               | 0               | 3                 | 0                 | 0                 | -          | -          | -          | C1+C3                          | 1+1                            | 0                              | 0                              | 18    | 0     | 1     |
| 2020-2021             | FC Porto                | Primeira Liga         | 10          | 0           | 0           | 2               | 0               | 0               | -                 | -                 | -                 | 1          | 0          | 0          | C1                             | 3                              | 0                              | 0                              | 16    | 0     | 0     |
| 2021-2022             | GD Estoril Praia (prêt) | Primeira Liga         | 15          | 0           | 1           | 2               | 0               | 0               | -                 | -                 | -                 | -          | -          | -          | -                              | -                              | -                              | -                              | 17    | 0     | 1     |
| 2022-2023             | Casa Pia AC (prêt)      | Primeira Liga         | 18          | 0           | 1           | 3               | 0               | 0               | 3                 | 0                 | 0                 | -          | -          | -          | -                              | -                              | -                              | -                              | 24    | 0     | 1     |
| 2023-2024             | FC Porto                | Primeira Liga         | 10          | 0           | 0           | 4               | 0               | 1               | 1                 | 0                 | 0                 | 1          | 0          | 0          | C1                             | 1                              | 0                              | 0                              | 17    | 0     | 1     |
| 2024-2025             | FC Bâle (prêt)          | Super League          | 20          | 1           | 0           | 4               | 0               | 0               | -                 | -                 | -                 | -          | -          | -          | -                              | -                              | -                              | -                              | 24    | 1     | 0     |
| Total sur la carrière | Total sur la carrière   | Total sur la carrière | 82          | 1           | 3           | 19              | 0               | 1               | 7                 | 0                 | 0                 | 2          | 0          | 0          | -                              | 6                              | 0                              | 0                              | 116   | 1     | 4     |

## Palmarès
FC Porto
- Champion du Portugal en 2020.
  - Vice-champion du Portugal en 2021.
- Vainqueur de la Coupe du Portugal en 2020 et 2024.
- Vainqueur de la Supercoupe du Portugal en 2020.
- Vainqueur de l'UEFA Youth League en 2019.

 FC Bâle
- Champion de Suisse en 2025.
- Vainqueur de la Coupe de Suisse en 2025.